# Kerintji

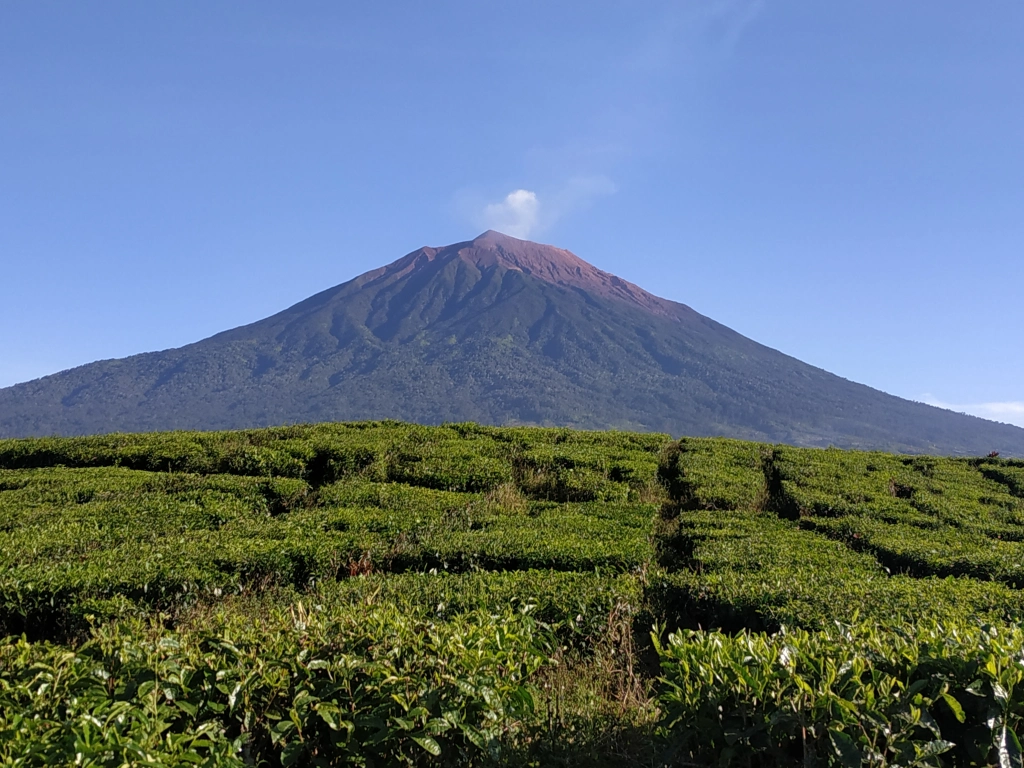
O Monte Kerintji

O Monte Kerintji (ou Kerinci) é um estratovulcão ativo da Indonésia e o pico mais alto na ilha de Samatra. É também o vulcão mais alto da Indonésia, pois a Pirâmide Carstensz, na Nova Guiné, não é de origem vulcânica. Atinge mais de 3800 metros de altitude.